# Сергевань
Сергевань — река в России, протекает по Мурманской области. Впадает в Ловозеро. Длина реки составляет 31 км, площадь водосборного бассейна 211 км².

## Притоки
- Кузнярк-Талая (лв)
- Ивняк (пр)
- Ягельный (пр)
- Роща (пр)
- 13 км: Чаща (лв)
- 17 км: Кромка (пр)
- 30 км: река Раслака (лв)
- 31 км: озеро Ильма и его приток Ильмайок

## Данные водного реестра
По данным государственного водного реестра России относится к Баренцево-Беломорскому бассейновому округу, водохозяйственный участок реки — Воронья от гидроузла Серебрянское 1 и до устья. Речной бассейн реки — бассейны рек Кольского полуострова, впадает в Баренцево море.
Код объекта в государственном водном реестре — 02010000812101000004178.